# Шламме, Томас
Томас Дэвид Шламме (англ. Thomas David Schlamme; род. 22 мая 1950) — американский режиссёр, известный своим сотрудничеством с Аароном Соркиным.

## Продюсер
Шламме переехал из родного Хьюстона в Нью-Йорк в 1973 году. После работ в низкой должности в продюсерских компаниях, он основал свою собственную компанию, Schlamme Productions, в 1980 году. Оттуда он произвёл множество кампаний для ряда мюзиклов, включая «Кошки». Он снял первую рекламную кампанию «I Want My MTV!» в 1981 году для продюсера Базза Потамкина, и музыкальный видеоклип певицы Эми Грант «Find a Way» в 1985 году для продюсеров Фреда Сайберта и Алан Гудмена. На протяжении 1980-х годов он был продюсером множества специальных программ для различных артистов, включая Вупи Голдберг и Роуэна Аткинсона.
Начиная с конца 1990-х годов он был продюсером таких шоу как «Трейси принимает вызов» и был режиссёром шоу как «Элли Макбил», «Бостонская школа», «Друзья», «Скорая помощь» и культового фантастического телешоу Шона Кэссиди «Нашествие».

## Режиссёр
Он снял свой первый фильм, «Мисс Фейерверк», в 1989 году. Он также был режиссёром комедийного фильма «Я женился на убийце с топором» 1993 года с Майком Майерсом в главной роли.
Шламме снял пилотный эпизод «Спин-Сити» и «Что смотрит Алан?»
Он в настоящее время работает над телесериалом «Родители» для NBC и над теперь отменённым «Пэн Американ» для ABC. Шламме также снял множество эпизодов для сериала 2014 года «Манхэттен».

### Работа с Аароном Соркиным
Почти десятилетнее сотрудничество Шламме на телевидении со сценаристом-продюсером Аароном Соркиным началось в 1998 году, когда они обнаружили, что они разделяли общие творческие интересы в телесериале «Ночь спорта». Их успешное партнёрство на телевидении стало то, в котором Соркин фокусируется на написании сценариев, в то время как Шламме является исполнительным продюсером и изредка работает режиссёром; они вместе работали над «Ночью спорта», «Западным крылом» и «Студией 60 на Сансет-Стрип». Шламме создаст внешний вид шоу, будет работать с другими режиссёрами, обсуждать сценарии с Соркиным, когда они будут сданы, создавать дизайн и выбирать кастинг и посещать бюджетные собрания; Соркин как правило строго держится на сценариях.
Шламме впервые работал с Аароном Соркиным в недолговременной комедийной драме ABC «Ночь спорта», для которой он снял 16 из 45 эпизодов. Их самый большой прорыв был в 1999 году, когда они снова объединились в хитовой политической драме «Западное крыло». Он снял пилотный эпизод и с этого момента он работал исполнительным продюсером до 2003 года. Он снял 14 эпизодов «Западного крыла» в дополнение к работе исполнительного продюсера. В 2003 году, в конце четвёртого сезона, Шламме и Соркин покинули шоу из-за внутренних конфликтов на Warner Bros. TV, не связанных с сетью NBC, привлекая Джона Уэллса в качестве шоураннера.
В начале октября 2005 года, пилотный сценарий под названием «Студия 7 на Сансет-Стрип» для нового сериала, написанный Соркиным и со Шламме в качестве продюсера, начал циркулировать вокруг Голливуда и привлекать интерес в интернете. Неделю спустя, NBC купило у Warner Bros. TV права, чтобы показывать телесериал на их сети. Название шоу было позже изменено на «Студия 60 на Сансет-Стрип».
В сентябре 2006 года, пилотный эпизод «Студии 60» стартовал на NBC, снятый Шламме. Пилот получил большую похвалу от критиков и имел высокие рейтинги, но «Студия 60» испытала значительное падение аудитории в середине сезоне. Шоу было отменено после первого сезона.

## Личная жизнь
Он женат на актрисе Кристин Лахти и у них трое детей.
Он является дядей продюсера Дилана К. Массина (сын его сестры Сьюзан), который в настоящее время работает над сериалом «Родители» (где Шламме также является исполнительным продюсером).
Он является сводным братом Соломона Вайзенберга, который был заместителем Кена Стара во время импичмента Билла Клинтона.
Томас и Кристин с тремя детьми живут в Лос-Анджелесе.

## Избранная фильмография
Продюсер
- ABC Специально после школы / ABC Afterschool Special (1986)
- Трейси берёт… / Tracey Takes On… (1997)
- Арсенио / Arsenio (1997)
- Ночь спорта / Sports Night (1998—2000)
- Западное крыло / The West Wing (1999—2003)
- Джек и Бобби / Jack & Bobby (2004—2005)
- Нашествие / Invasion (2005)
- Студия 60 на Сансет-Стрип / Studio 60 on the Sunset Strip (2006—2007)
- Мистер Саншайн / Mr. Sunshine (2011)
- Пан Американ / Pan Am (2011—2012)
- Манхэттен / Manhattan (2014—2015)

Режиссёр
- ABC Специально после школы / ABC Afterschool Special (1986)
- Кувалда / Sledge Hammer! (1987)
- Одна жизнь, чтобы жить / One Life to Live (1987—1988)
- Сполдинг Грей: Ужасы удовольствия / Spalding Gray: Terrors of Pleasure (1988)
- Что смотрит Алан? / What’s Alan Watching? (1989)
- Мисс Фейерверк / Miss Firecracker (1989)
- Это шоу Гарри Шэндлинга / It’s Garry Shandling’s Show (1989—1990)
- Человек из народа / Man of the People (1991)
- Чудесные годы / The Wonder Years (1991—1992)
- Я женился на убийце с топором / So I Married an Axe Murderer (1993)
- Мартин Лоуренс: Ты такой сумасшедший / You So Crazy (1994)
- Кингфиш: история Хьюи П. Лонга / Kingfish: A Story of Huey P. Long (1995)
- Гордость и радость / Pride & Joy (1995)
- Если не для тебя / If Not for You (1995)
- Почти идеально / Almost Perfect (1996)
- Надежда Чикаго / Chicago Hope (1995—1996)
- Друзья / Friends (1996)
- Без ума от тебя / Mad About You (1993—1996)
- Спин-Сити / Spin City (1996)
- Газетная краска / Ink (1996)
- Трейси берёт… / Tracey Takes On… (1996—1997)
- Арсенио / Arsenio (1997)
- Практика / The Practice (1997)
- Скорая помощь / ER (1995—1997)
- Шоу Ларри Сандерса / The Larry Sanders Show (1998)
- Элли Макбил / Ally McBeal (1997—1998)
- Ночь спорта / Sports Night (1998—2000)
- Бостонская школа / Boston Public (2000)
- Западное крыло / The West Wing (1999—2002)
- Джек и Бобби / Jack & Bobby (2004)
- Нашествие / Invasion (2005)
- Студия 60 на Сансет-Стрип / Studio 60 on the Sunset Strip (2006—2007)
- Родители / Parenthood (2010)
- Мистер Саншайн / Mr. Sunshine (2011)
- Пан Американ / Pan Am (2011)
- Манхэттен / Manhattan (2014—2015)
- Когда мы восстанем / When We Rise (2017)
- Американцы / The Americans (2013—2018)
- Карточный домик / House of Cards (2018)
- Заговор против Америки / The Plot Against America (2020)